# Houses of the Holy
Houses of the Holy ist das fünfte Studioalbum der britischen Rockband Led Zeppelin aus dem Jahr 1973.

## Entstehung und Veröffentlichung
Das Album wurde von Januar bis August 1972 in Headley Grange, London, New York City und Stargroves aufgenommen sowie produziert und am 28. März 1973 bei Atlantic Records veröffentlicht. Es erschien in seiner Originalausführung als LP mit acht Titeln.
Der Titelsong Houses of the Holy befand sich nicht auf diesem Album, sondern wurde auf dem Nachfolger Physical Graffiti veröffentlicht.

## Artwork
Das Titelbild wurde am Giant’s Causeway in Nordirland aufgenommen. Es wurde in manchen Ländern (z. B. USA) zensiert, um die nackten Kinder nicht zu zeigen. Das Titelbild wurde 1974 mit einem Grammy Award for Best Recording Package ausgezeichnet.

## Titelliste
1. The Song Remains the Same (Page/Plant) – 5:28
2. The Rain Song (Page/Plant) – 7:39
3. Over the Hills and Far Away (Page/Plant) – 4:47
4. The Crunge (Bonham/Jones/Page/Plant) – 3:13
5. Dancing Days (Page/Plant) – 3:41
6. D’yer Mak’er (Page/Plant/Jones/Bonham) – 4:22
7. No Quarter (Page/Plant/Jones) – 6:59
8. The Ocean (Page/Plant/Jones/Bonham) – 4:30

## Mitwirkende
- John Bonham – Begleitgesang, Schlagzeug
- Peter Grant – Ausführender Produzent
- Keith Harwood – Abmischung
- Hipgnosis – Artwork
- Andy Johns – Abmischung, Tontechnik
- John Paul Jones – Bass, Begleitgesang, Mellotron, Orgel
- Eddie Kramer – Abmischung, Tontechnik
- Jimmy Page – Akustische Gitarre, Begleitgesang, E-Gitarre, Pedal-Steel-Gitarre
- Robert Plant – Gesang, Mundharmonika

## Kommerzieller Erfolg

### Chartplatzierungen
| ChartsChartplatzierungen       | Höchstplatzierung | Wochen |
| ------------------------------ | ----------------- | ------ |
| Deutschland (GfK)              | 8 (31 Wo.)        | 31     |
| Österreich (Ö3)                | 3 (13 Wo.)        | 13     |
| Schweiz (IFPI)                 | 20 (2 Wo.)        | 2      |
| Vereinigte Staaten (Billboard) | 1 (104 Wo.)       | 104    |
| Vereinigtes Königreich (OCC)   | 1 (16 Wo.)        | 16     |

| ChartsJahrescharts (1973) | Platzierung |
| ------------------------- | ----------- |
| Deutschland (GfK)         | 16          |

### Auszeichnungen für Musikverkäufe
| Land/Region                  | Auszeichnungen für Musikverkäufe (Land/Region, Auszeichnung, Verkäufe) | Verkäufe   |
| ---------------------------- | ---------------------------------------------------------------------- | ---------- |
| Argentinien (CAPIF)          | Gold (Houses of the Holy) · + Gold (Recintos de lo sagrado)            | 60.000     |
| Australien (ARIA)            | 2× Platin                                                              | 140.000    |
| Deutschland (BVMI)           | Gold                                                                   | 250.000    |
| Frankreich (SNEP)            | 2× Gold                                                                | 200.000    |
| Italien (FIMI)               | Gold                                                                   | 25.000     |
| Spanien (Promusicae)         | Platin                                                                 | 100.000    |
| Vereinigte Staaten (RIAA)    | 11× Platin                                                             | 11.000.000 |
| Vereinigtes Königreich (BPI) | Platin                                                                 | 1.000.000  |
| Insgesamt                    | 6× Gold · 5× Platin · 1× Diamant ·                                     | 12.775.000 |

Hauptartikel: Led Zeppelin/Auszeichnungen für Musikverkäufe